# Estación de Montepríncipe
Montepríncipe es una estación de la línea ML-3 de Metro Ligero Oeste situada en perpendicular a la avenida del mismo nombre, en el extremo sur de la urbanización de Montepríncipe, en el término municipal de Alcorcón, próxima a la Escuela Politécnica Superior de la Universidad CEU San Pablo.
Se encuentra a cielo abierto en una trinchera, entre los dos túneles que atraviesan por debajo la M-40 y la M-501.
Aunque está dentro del término municipal de Alcorcón, se encuentra a mucha distancia del núcleo urbano principal, y desde ella no se puede llegar al centro del municipio de forma directa.
Su tarifa corresponde a la zona B1 según el Consorcio Regional de Transportes.

## Historia
Abrió al público el 27 de julio de 2007.
Desde el 31 de julio hasta el 28 de agosto de 2023, la estación permaneció cerrada por obras de mejora.

## Accesos
Vestíbulo Montepríncipe
- Montepríncipe Avda. Montepríncipe, s/n
- Ascensor Avda. Montepríncipe, s/n

## Líneas y conexiones

### Metro Ligero
| << cabecera    | < estación | línea | estación >        | cabecera >>        |
| -------------- | ---------- | ----- | ----------------- | ------------------ |
| Colonia Jardín | Retamares  |       | Ventorro del Cano | Puerta de Boadilla |

### Autobuses
| Diurnos   |                                                     |                                                                         |                  |
| Línea     | Destino                                             | Parada                                                                  | Operador         |
| 571       | Boadilla del Monte (por Urbanización Montepríncipe) | 18271 Av. Montepríncipe-Est. Montepríncipe (N.º 1)                      | Empresa Boadilla |
| 573       | Boadilla del Monte (por Urbanización Montepríncipe) | 18271 Av. Montepríncipe-Est. Montepríncipe (N.º 1)                      | Empresa Boadilla |
| 571       | Madrid (Aluche)                                     | 18272 Av. Montepríncipe-Est. Montepríncipe (Carretera de Boadilla, s/n) | Empresa Boadilla |
| 573       | Madrid (Moncloa)                                    | 18272 Av. Montepríncipe-Est. Montepríncipe (Carretera de Boadilla, s/n) | Empresa Boadilla |
| Nocturnos |                                                     |                                                                         |                  |
| Línea     | Destino                                             | Parada                                                                  | Operador         |
| N905      | Boadilla del Monte                                  | 18271 Av. Montepríncipe-Est. Montepríncipe (N.º 1)                      | Empresa Boadilla |
| N905      | Madrid (Moncloa)                                    | 18272 Av. Montepríncipe-Est. Montepríncipe (Carretera de Boadilla, s/n) | Empresa Boadilla |